# Lachemilla mutellina
Lachemilla mutellina är en rosväxtart som beskrevs av Werner Hugo Paul Rothmaler. Lachemilla mutellina ingår i släktet Lachemilla och familjen rosväxter. Inga underarter finns listade i Catalogue of Life.